# Abu al-Aswad al-Du'ali
Abu al-Aswad Al-Du'ali (arabiska: أبو الأسود الدؤلي), född omkring 603, död 688, var en nära följeslagare till Ali Ben Abu Talib och grammatiker. Han var den förste som placerade prickar på arabiska ord och den första som skrev om arabisk språkvetenskap.